# Битва под Лялицами
Битва под Лялицами — сражение, состоявшееся в феврале 1582 года у села Лялицы близ города Ям на заключительном этапе Ливонской войны.

## Предыстория
Пока русские войска были сосредоточены на борьбе со Стефаном Баторием и Речью Посполитой, армия которой осадила Псков, шведы во главе с известным полководцем Понтусом Делагарди сумели достичь серьёзных военных успехов в Ливонии и на сопредельной русской территории, где оставались лишь немногочисленные гарнизоны. В течение 1581 года была осаждена и взята Нарва (где было вырезано всё русское население), Ивангород, Ям и Копорье.
После окончания Псковской осады и заключения Ям-Запольского мира с поляками, царь Иван Грозный начал собирать в Великом Новгороде полки для зимнего похода против «свейских немцев». Передовой полк возглавил лучший воевода царя Дмитрий Хворостинин, совершивший годом ранее успешный поход в Литву.

## Ход битвы
Передовой полк вошёл в захваченную шведами Водскую пятину, где под Лялицами столкнулся со шведским войском. Завязался бой, в котором шведы начали теснить русский строй, однако Хворостинин быстрым и смелым ударом поместной конницы переломил ход битвы. Шведы в беспорядке бежали.
Разрядная книга пишет о событиях под Лялицами: «Божиею милостию и Пречистые Богородицы молением свейских людей побили и языки многие поимали. И было дело: наперед передовому полку — князю Дмитрию Ивановичу Хворостинину да думному дворенину Михаилу Ондреевичу Безнину, — и пособил им большой полк, а иные воеводы к бою не поспели. И государь послал к воеводам с золотыми».
Не совсем ясно, осуществлял ли Понтус Делагарди непосредственное руководство в сражении, однако именно он руководил операциями шведских войск в Прибалтике.

## Последствия
После громких успехов шведов на заключительном этапе Ливонской войны неудача под Лялицами и последующая безуспешная осада Орешка послужили психологическим переломом и заставили их подписать Плюсское перемирие.

## Интересные факты
По данным историка Руслана Скрынникова, в битве под Лялицами участвовал отряд волжских казаков под предводительством атамана Ермака Тимофеевича, после чего он был нанят уральскими промышленниками Строгановыми и совершил свой знаменитый поход в Сибирь.